# Maytenus saxicola
Maytenus saxicola är en benvedsväxtart som beskrevs av Britton och Wilson. Maytenus saxicola ingår i släktet Maytenus och familjen Celastraceae. Inga underarter finns listade.